# Округ Клирфилд (Пенсилванија)
Клирфилд (енгл. Clearfield County) је округ у америчкој савезној држави Пенсилванија.

## Демографија
По попису из 2010. године број становника је 81.642, што је 1.74 (-2,1%) становника мање него 2000. године.
| Група             | 2000.          | 2010.          |
| Белци             | 81.005 (97,1%) | 77.031 (94,4%) |
| Афроамериканци    | 1.239 (1,5%)   | 1.862 (2,3%)   |
| Азијати           | 220 (0,3%)     | 389 (0,5%)     |
| Хиспаноамериканци | 471 (0,6%)     | 1.907 (2,3%)   |
| Укупно            | 83.382         | 81.642         |